# Hydroecocepheus romeroi
Hydroecocepheus romeroi är en kvalsterart som beskrevs av Corpuz-Raros 1979. Hydroecocepheus romeroi ingår i släktet Hydroecocepheus och familjen Tetracondylidae. Inga underarter finns listade i Catalogue of Life.